# Віктор Руїс Торре
Віктор Руїс Торре (ісп. Víctor Ruiz, нар. 25 січня 1989, Асплугас-да-Любрагат) — іспанський футболіст, захисник клубу «Еспаньйол».
Виступав, зокрема, за іспанські клуби «Валенсія», «Вільярреал» та «Реал Бетіс», а у складі молодіжної збірної Іспанії став молодіжним чемпіоном Європи.

## Клубна кар'єра
Народився 25 січня 1989 року в місті Асплугас-да-Любрагат. Вихованець футбольної школи клубу «Еспаньйол», в основному складі якого дебютував 6 грудня 2009 року в матчі з сантандерським «Расінгом». 21 лютого 2010 року Руїс забив свій перший м'яч на професійному рівні, вразивши ворота «Малаги». Всього в першому сезоні захисник провів 22 матчі та забив 2 голи. Наступного сезону Віктор став твердим гравцем основи клубу, чому посприяв перехід його головного конкурента по позиції Ніколаса Парехи в московський «Спартак».
27 січня 2011 року Руїс перейшов в італійський «Наполі», підписавши контракт на 4 роки за 6 млн євро. За це «Еспаньйол» отримав права на Хесуса Датоло, який належав неаполітанцям. 24 лютого року іспанець дебютував у складі команди в матчі Ліги Європи проти «Вільярреала»; ця зустріч стала дебютною для гравця на європейській арені. 13 березня він зіграв свою першу в Серії А, вийшовши на поле у зустрічі з «Пармою».
30 серпня 2011 року Руїс повернувся на батьківщину, підписавши п'ятирічний контракт з «Валенсією». Дебютував за «кажанів» 10 вересня,  провівши на полі увесь матч проти «Атлетіко» (Мадрид). За три сезони встиг відіграти за валенсійський клуб 53 матчі в національному чемпіонаті.
2014 року був відданий в оренду до «Вільярреала», а за рік уклав з клубом повноцінний контракт.
Протягом 2019–2020 років грав у Туреччині за «Бешикташ», після чого повернувся на батьківщину, ставши гравцем клубу «Реал Бетіс».
20 вересня 2023 року підписав контракт на рік зі своїм колишнім клубом «Еспаньйолом».

## Виступи за збірні
2006 року дебютував у складі юнацької збірної Іспанії, взяв участь у 4 іграх на юнацькому рівні.
Протягом 2010–2011 років залучався до складу молодіжної збірної Іспанії, разом з якою брав участь у переможному для іспанців молодіжному чемпіонаті Європи 2011 року, проте на поле не виходив. Всього на молодіжному рівні зіграв у 5 офіційних матчах.

## Статистика виступів

### Статистика клубних виступів
Станом на 12 травня 2018
| Сезон                  | Команда                | Чемпіонат              | Чемпіонат | Чемпіонат | Національний кубок | Національний кубок | Національний кубок | Континентальні кубки | Континентальні кубки | Континентальні кубки | Усього | Усього |
| Сезон                  | Команда                | Ліга                   | Ігор      | Голів     | Ліга               | Ігор               | Голів              | Ліга                 | Ігор                 | Голів                | Ігор   | Голів  |
| ---------------------- | ---------------------- | ---------------------- | --------- | --------- | ------------------ | ------------------ | ------------------ | -------------------- | -------------------- | -------------------- | ------ | ------ |
| 2009-10                | «Еспаньйол»            | ПД                     | 22        | 2         | КІ                 | 0                  | 0                  | —                    | —                    | —                    | 22     | 2      |
| 2010-11                | «Еспаньйол»            | ПД                     | 15        | 0         | КІ                 | 3                  | 0                  | —                    | —                    | —                    | 18     | 0      |
| Усього за «Еспаньйол»  | Усього за «Еспаньйол»  | Усього за «Еспаньйол»  | 37        | 2         |                    | 3                  | 0                  |                      |                      |                      | 40     | 2      |
| 2010-11                | «Наполі»               | A                      | 6         | 0         | КІ                 | 0                  | 0                  | ЛЄ                   | 1                    | 0                    | 7      | 0      |
| 2011-12                | «Валенсія»             | ПД                     | 22        | 0         | КІ                 | 7                  | 1                  | ЛЧ+ЛЄ                | 6+2                  | 0+1                  | 37     | 2      |
| 2012-13                | «Валенсія»             | ПД                     | 26        | 0         | КІ                 | 5                  | 0                  | ЛЧ                   | 3                    | 0                    | 34     | 0      |
| 2013-14                | «Валенсія»             | ПД                     | 11        | 1         | КІ                 | 1                  | 0                  | ЛЄ                   | 7                    | 0                    | 19     | 1      |
| Усього за «Валенсія»   | Усього за «Валенсія»   | Усього за «Валенсія»   | 59        | 1         |                    | 13                 | 1                  |                      | 18                   | 1                    | 90     | 3      |
| 2014–15                | «Вільярреал»           | ПД                     | 25        | 0         | КІ                 | 3                  | 0                  | ЛЄ                   | 8                    | 0                    | 36     | 0      |
| 2015–16                | «Вільярреал»           | ПД                     | 35        | 0         | КІ                 | 2                  | 0                  | ЛЄ                   | 14                   | 0                    | 51     | 0      |
| 2016–17                | «Вільярреал»           | ПД                     | 28        | 1         | КІ                 | 2                  | 0                  | ЛЧ+ЛЄ                | 1+5                  | 0                    | 36     | 1      |
| 2017–18                | «Вільярреал»           | ПД                     | 27        | 2         | КІ                 | 2                  | 0                  | ЛЄ                   | 5                    | 0                    | 34     | 2      |
| Усього за «Вільярреал» | Усього за «Вільярреал» | Усього за «Вільярреал» | 115       | 3         |                    | 9                  | 0                  |                      | 33                   | 0                    | 157    | 3      |
| Усього за кар'єру      | Усього за кар'єру      | Усього за кар'єру      | 217       | 6         |                    | 25                 | 1                  |                      | 52                   | 1                    | 294    | 8      |

## Титули та досягнення
- Володар Кубка Іспанії (1):

«Реал Бетіс»: 2022
- Чемпіон Європи серед молодіжних збірних  (1): 2011